# Um Lugar ao Sol
Um lugar ao sol é um romance escrito por Érico Veríssimo e publicado em 1936.
A obra reúne vários personagens presentes em  seu livro anterior, Musica ao longe,  como Clarissa, Vasco, Amaro, Fernanda e Noel. Narra seus sonhos, suas lutas e suas frustações, e critica as tradições políticas do interior do Rio Grande do Sul.
Sobre o livro, disse o próprio autor:
"Considero o elenco humano que povoa este livro o melhor de toda a minha obra, com exceção talvez de O Tempo e o Vento. Escrevi sobre essa gente com tanta afeição e interesse, com tamanha fé na sua existência, que acabei cometendo o pecadilho de todo o pai vaidoso para qual tudo quanto os filhos dizem e fazem merece ser contado ao mundo."

## Personagens
Jacarecanga
- Vasco Bruno - protagonista, chamado de Gato-do-Mato
- Clarissa
- D. Clemência - mãe de Clarissa
- João de Deus - patriarca dos Albuquerque
- Jovino - irmão de João de Deus
- Cleonice - irmã recém-casada de D. Clemência
- Dr. Penaforte - médico da família
- Zé Cabeludo - capanga do prefeito
- Vittorio Gamba - dono da Panificadora Italiana, Gamba & Filho
- Gen. Justiniano Campolargo
- Xexé

Pensão
- Tio Couto
- D. Zina
- Gervásio Veiga - estudante de medicina comunista
- Conde Oskar
- Amaro Terra - músico, trabalha como bancário

Porto Alegre
- Olívio - amigo de Vasco, fora para Porto Alegre estudar, acaba viciado em jogo e bebida
- Anneliese
- Inge Merkel - amiga de Oskar
- Fernanda
- Noel Madeira - jornalista e escritor
- Pedrinho
- D. Eudóxia - mãe de Fernanda e Pedrinho
- Anabela - filha de Noel e Fernanda
- Ernetides - torna-se a mulher de Pedrinho
- Reverendo Bell
- Dr. Seixas
- Orozimbo
- D. Magnólia
- Lu
- Don Pablo - vizinho espanhol de Fernanda
- Álvaro Bruno - pintor italiano e viajante. Pai de Vasco
- Delicardense - negrinho adotado por Vasco
- Casanova - vira-lata de Vasco, segue-o por toda parte
- Docelina